# فيستبورت
فيستبورت (الميناء الغربي) هو حي (stadsdeel) بأمستردام، هولندا. الحي يغطي ميناء أمستردام، الميناء الرئيسي، والمنطقة الصناعية للمدينة، ويقع في الجزء الشمال الغربي لأمستردام. وينقسم إلى المناطق الصناعية تيليبورت، سلوتردايك منطقة I، II وII، دي هاينينج ومنطقة الميناء (Havengebied). وهي مقر 1500 شركة، ويسكنها حوالي 45,000 نسمة يعملون أيضاً بالمنطقة.